# Petasos

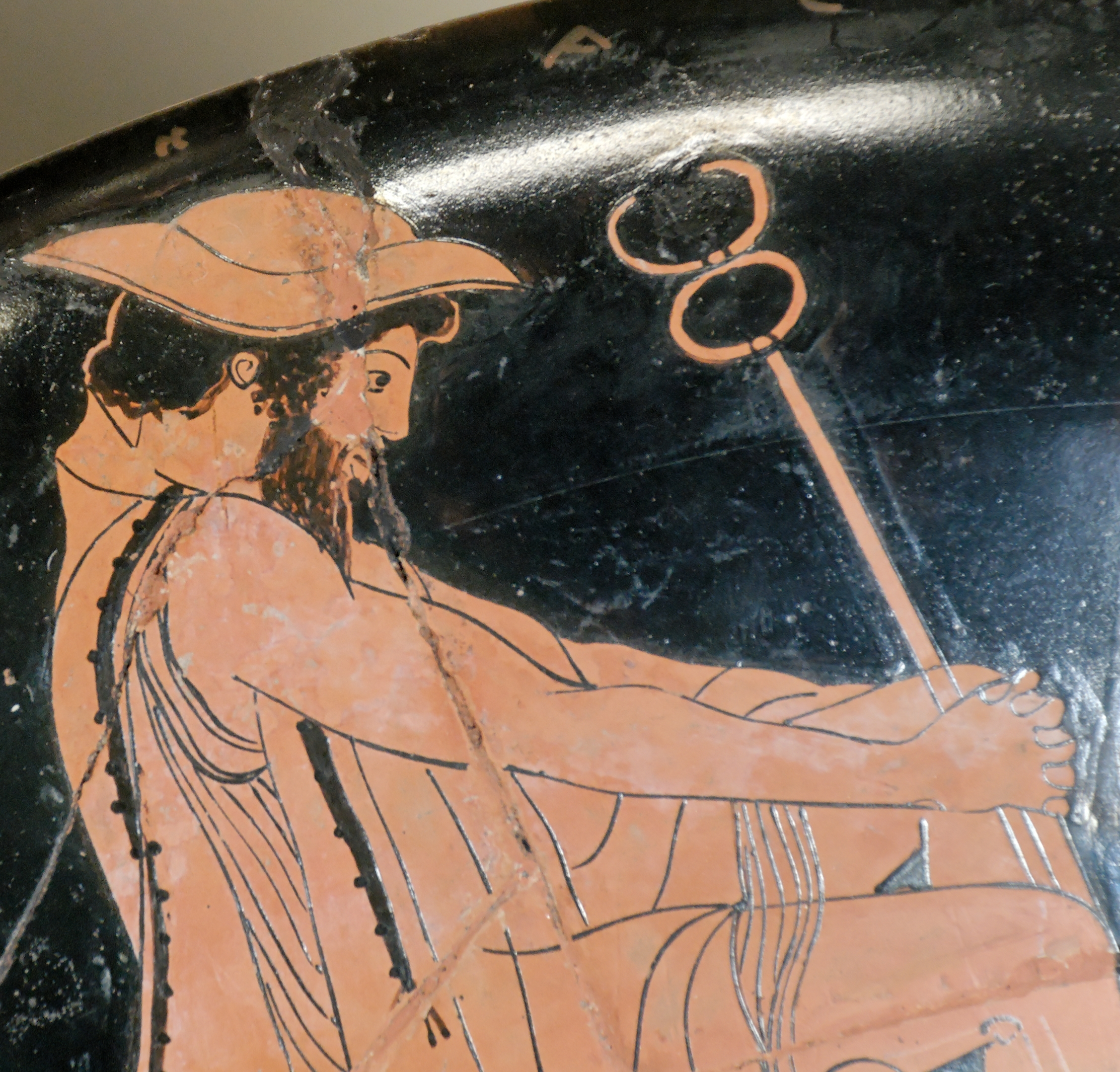
Hermes w petasosie (malowidło z wazy greckiej, V w. p.n.e.)

Petasos (stgr. πέτασος pétasos, łac. pĕtăsŭs) – kapelusz o niskim denku i z dużym rondem noszony w starożytnej Grecji.
Podobnie jak pilos, i to nakrycie głowy wykonywano głównie z filcu (również ze słomy); długimi taśmami wiązano je pod brodą, niekiedy odrzucano na plecy. Dobrze chroniący przed słońcem, szerokoskrzydły petasos był pochodzenia tesalskiego i przez młodych mężczyzn często bywał noszony razem z chlamidą (tego samego pochodzenia). Początkowo były one typowym strojem podróżnych, później stały się charakterystycznym strojem jazdy greckiej (ateńskiej).  
Podarowany przez Zeusa petasos ze skrzydłami (wraz z uskrzydlonymi sandałami) stał się atrybutem Hermesa jako posłańca bogów.